# Léa Paci
Léa Paci (Roanne, 31 juli 1996) is een Franse zangeres wier muziekstijl als een mix van chanson française en electropop te omschrijven valt. De Française is vooral succesvol in Franstalig België.

## Carrière en hitnotaties

### Begin en eerste album (2016-2017)
Léa Paci bracht op 28 oktober 2016 – in samenwerking met songwriters Yohann Malory en Tristan Salvati – haar allereerste single uit. Die single (Pour aller où?) bereikte in januari 2017 de Franse hitlijsten. Het nummer stond vijf weken lang in de Franse Top 200, maar piekte nooit hoger dan de 107e plaats. Minder dan vier maanden nadat ze haar eerste nummer uitbracht, volgde in februari 2017 reeds een tweede single: Adolescente pirate. Dit was opnieuw het gevolg van een samenwerking tussen Malory en Salvati en bleef bijgevolg trouw aan de stijl van Pour aller où?, namelijk een mix van chanson française en electropop. Het nummer had vrijwel geen succes in Frankrijk; in Franstalig België sloeg het nummer daarentegen wel aan. Op 12 augustus 2017 kwam Adolescente pirate de Franstalige Ultratop 50 van België binnen, waar het gedurende 21 weken (tot januari 2018) onafgebroken in bleef staan. Twee weken lang stond het in de Top 10 van Franstalig België, met de hoogste notering (9e) eind september 2017. Eind juni 2017 bracht de toen bijna 21-jarige Paci haar eerste album (Chapitre I) uit.

### Verdere carrière (2018-heden)
Twee weken nadat Adolescente pirate uit de Franstalige Ultratop 50 verdween, maakte Pour aller où? op 28 januari 2018 zijn intrede in die hitlijst. Die single, die 15 maanden eerder uitgebracht was, was tot dan toe onder de radar van de Waalse en Brusselse luisteraars gebleven. Pas nadat Paci in de tweede helft van 2017 bij hen met Adolescente pirate bekendheid verworven had, ontdekten zij ook haar eerste single. Pour aller ou?, dat in Frankrijk nooit de Top 100 haalde, stond daarop gedurende 19 weken onafgebroken in de Ultratop 50 van Franstalig België, waaronder acht weken in de Top 20. Het bereikte halverwege maart 2018 zijn hoogste hitnotering (12e).
In die periode ging Paci een eenmalige samenwerking aan met Diva Faune, een Franse groep die indiefolk met invloed van electropop brengt. Ze maakten samen Get Up, een cover van het origineel (Get Upǃ) van Diva Faune, dat een halfjaar eerder was verschenen en in Frankrijk positie 89 in de hitnoteringen had behaald. De samenwerking met Diva Faune was vanwege het indiefolkelement een stijlbreuk voor Paci. Op YouTube haalde de in juni 2018 uitgebrachte muziekclip van Get Up ruim 7,2 miljoen views, waardoor het tot op heden haar meest bekeken clip is. Desondanks haalde Get Up noch in Frankrijk, noch in België de hitnoteringen.
Ondertussen bleef Paci verder werken aan een derde, eigen single. Ze bleef daarbij haar label Elektra Records trouw, maar gooide het voorts wel over een andere boeg. Ze werkte voor haar derde solosingle (On prend des notes) immers zelf, in samenspraak met twee andere songwriters (Julien Joris en Benoît Leclerq), aan de muziek en tekst. Qua muziekstijl sloot het wel opnieuw grotendeels aan bij haar eerdere singles. Net als haar vorige twee nummers kende On prend des notes geen succes of hitnoteringen in Frankrijk, maar wel in Franstalig België. Op 3 november 2018 – anderhalve maand na verschijnen – kwam het nummer de Franstalige Ultratop 50 van België binnen, waarin het 14 weken bleef staan. Zeven weken lang stond het in de Top 20, met als hoogste notering een 11e plaats.

## Discografie

### Albums
- Chapitre I (2017)

### Singles
- Pour aller où? (2016)
- Adolescente pirate (2017)
- Get Up (2018), in samenwerking met Diva Faune
- On prend des notes (2018)

- Bibliothèque nationale de France: cb171311113 (data)
- International Standard Name Identifier: 0000 0004 6313 5551
- MusicBrainz: abfe4697-14c5-4c8c-b3a5-d04723e2c6e8
- Virtual International Authority File: 11150030480510961199